# Клембівська сільська рада
| Клембівська сільська рада — колишній орган місцевого самоврядування у Ямпільському районі Вінницької області з адміністративним центром у с. Клембівка. Сільській раді були підпорядковані населені пункти: - с. Клембівка |

## Склад ради
Рада складалася з 20 депутатів та голови.

## Керівний склад сільської ради
| ПІБ                         | Основні відомості                                                                  | Дата обрання | Дата звільнення |
| --------------------------- | ---------------------------------------------------------------------------------- | ------------ | --------------- |
| Коржук Микола Семенович     | Сільський голова, 1956 року народження, освіта, член Соціалістичної партії України | 26.03.2006   | 31.10.2010      |
| Колісник Володимир Петрович | Сільський голова, 1961 року народження, освіта вища                                | 31.10.2010   |                 |

Примітка: таблиця складена за даними джерела

## Населення
Згідно з переписом УРСР 1989 року чисельність наявного населення сільської ради становила 4346 осіб, з яких 1908 чоловіків та 2438 жінок.
За переписом населення України 2001 року в сільській раді мешкало 3835 осіб.

### Мова
Розподіл населення за рідною мовою за даними перепису 2001 року:
| Мова       | Відсоток |
| ---------- | -------- |
| українська | 99,17 %  |
| російська  | 0,70 %   |
| молдовська | 0,08 %   |